# L'Ange des ténèbres (film, 1925)
Pour les articles homonymes, voir L'Ange des ténèbres.

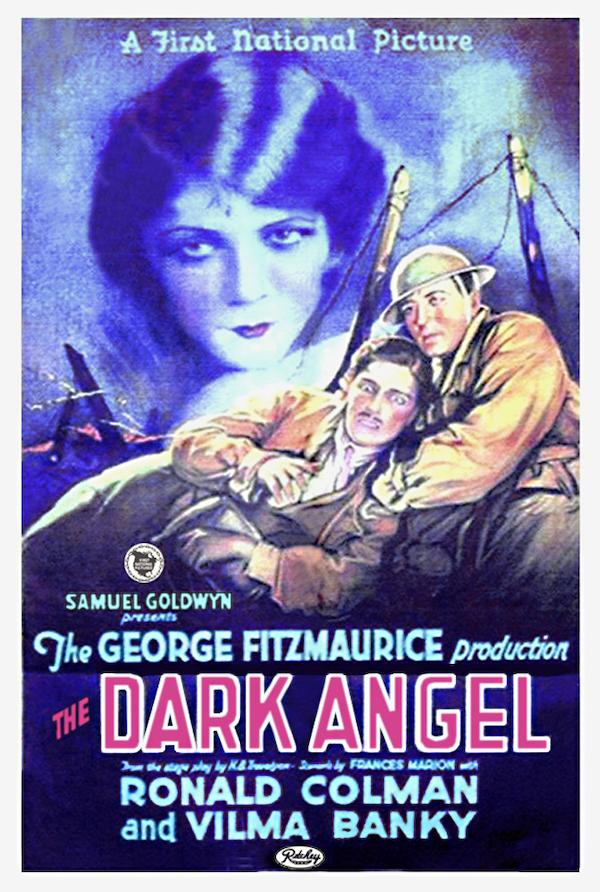
Affiche du film

L'Ange des ténèbres (The Dark Angel) est un film américain réalisé par George Fitzmaurice et sorti en 1925.

## Synopsis
Pendant la Première Guerre mondiale , le capitaine Alan Trent, alors en congé en Angleterre avec sa fiancée Kitty Vane, est soudainement rappelé au front avant de pouvoir obtenir une licence de mariage. Alan et Kitty passent une nuit d'amour dans une auberge de campagne "sans bénéfice du clergé" et il part.
Au front, les choses tournent mal pour Alan, qui devient aveugle et devient prisonnier de guerre après avoir été capturé par les Allemands . Il est rapporté mort et son ami, le capitaine Gerald Shannon, courtise discrètement Kitty, cherchant à apaiser son chagrin avec son doux amour.
Après la guerre, cependant, Gerald découvre qu'Alan est toujours en vie, dans un coin reculé de l'Angleterre, écrivant des histoires pour enfants pour gagner sa vie. Fidèle à son ancien compagnon d'armes, Gerald informe Kitty de la réapparition d'Alan. Elle va vers lui, et Alan dissimule sa cécité et dit à Kitty qu'il ne se soucie plus d'elle. Elle voit à travers sa tromperie, cependant, et ils sont réunis.

## Fiche technique
- Titre original : The Dark Angel
- Réalisation : George Fitzmaurice
- Scénario : Frances Marion , d'après The Dark Angel, a Play of Yesterday and To-day de H. B. Trevelyan
- Producteur : Samuel Goldwyn
- Production : Samuel Goldwyn Productions
- Photographie : George S. Barnes
- Distributeur : Associated First National
- Durée : 80 minutes[1],[2]
- Date de sortie : 27 septembre 1925

## Distribution

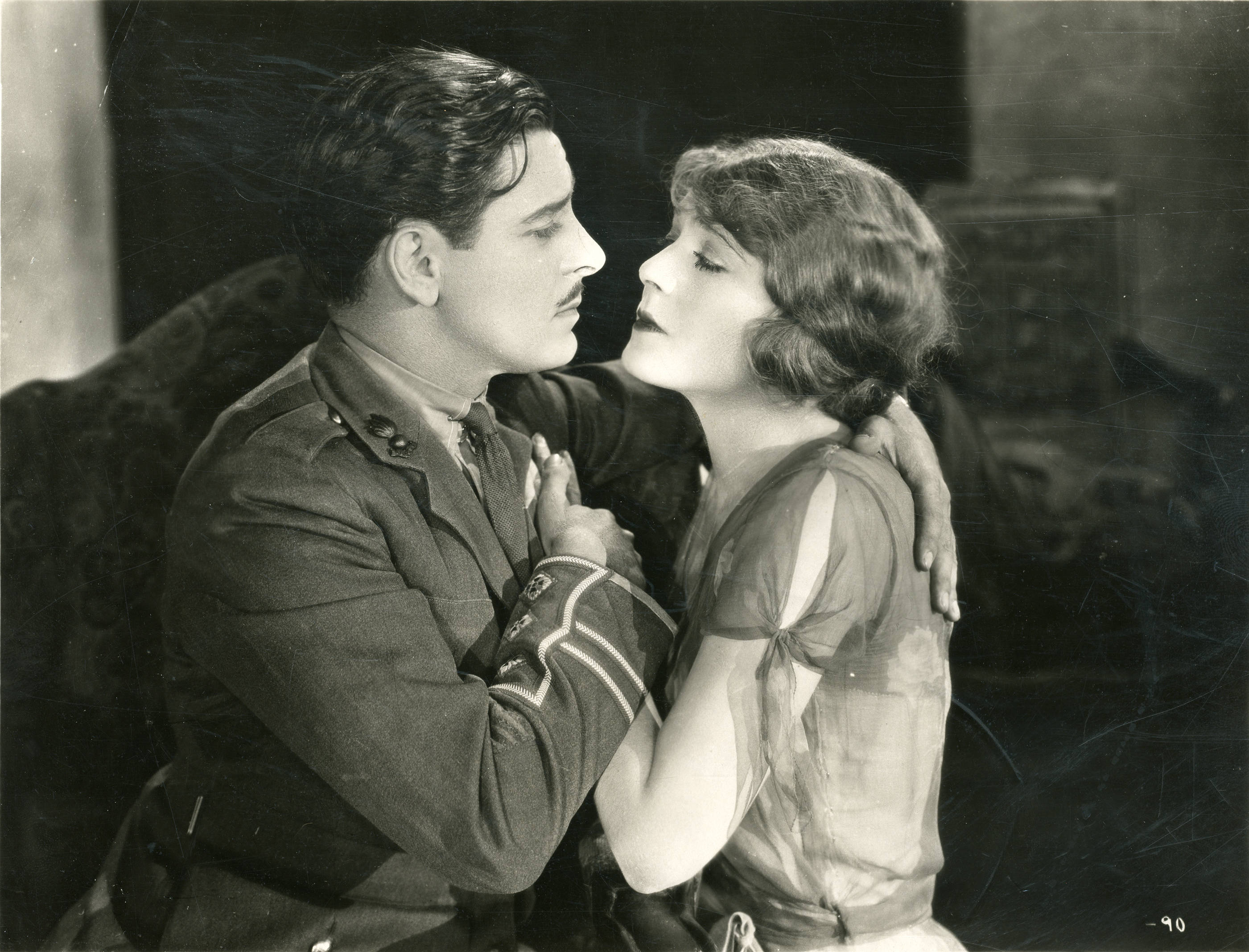
Ronald Colman et Vilma Bánky dans une scène du film.

- Ronald Colman : Captain Alan Trent
- Vilma Bánky : Kitty Vane
- Wyndham Standing : Gerald Shannon
- Frank Elliott : Lord Beaumont
- Charles Willis Lane : Sir Hubert Vane
- Helen Jerome Eddy : Miss Bottles
- Florence Turner : Roma